# Głupi i głupszy (film)
Głupi i głupszy (ang. Dumb & Dumber) – amerykański film komediowy w reżyserii braci Farrellych.

## Fabuła
Gdy Lloyd odwozi na lotnisko Mary, ta zostawia swoją walizkę. Lloyd spostrzega to, gdy ta już odlatuje. Postanawia dotrzeć do niej i oddać jej zgubę. Wyrusza wraz ze swym współlokatorem Harrym w podróż psim vanem, własnością Harry’ego. Ich tropem podążają dwaj bandyci chcący za wszelką cenę odzyskać walizkę. Jest to początek pełnej zabawnych przygód podróży głupiego i głupszego.

## Obsada
- Jim Carrey – Lloyd Christmas
- Jeff Daniels – Harry Dunne
- Lauren Holly – Mary Swanson
- Teri Garr – Helen Swanson
- Karen Duffy – J.P. Shay
- Mike Starr – Joe Mentalino
- Charles Rocket – Nicholas Andre
- Joe Baker – Barnard
- Hank Brandt – Karl Swanson

## Nagrody i nominacje
- Złoty Popcorn dla Jima Carreya za najlepszą rolę komediową (1995)
- Złoty Popcorn dla Jima Carreya i Lauren Holly za najlepszy pocałunek (1995)
- Nominacja do Złotego Popcornu dla Jima Carreya i Jeffa Danielsa za najlepszy duet (1995)
- Nominacja do Złotej Maliny dla Jima Carreya za najgorszy debiut (1995)